# Gucheng Chengguanzhen
Gucheng Chengguanzhen (kinesiska: Ku-ch’eng, Ku-ch’eng-hsien, 古城城关镇) är en häradshuvudort i Kina. Den ligger i provinsen Hubei, i den centrala delen av landet, omkring 310 kilometer nordväst om provinshuvudstaden Wuhan.
Runt Gucheng Chengguanzhen är det ganska tätbefolkat, med 214 invånare per kvadratkilometer. Närmaste större samhälle är Laohekou, 13,7 km norr om Gucheng Chengguanzhen. Trakten runt Gucheng Chengguanzhen består till största delen av jordbruksmark.
Genomsnittlig årsnederbörd är 940 millimeter. Den regnigaste månaden är augusti, med i genomsnitt 169 mm nederbörd, och den torraste är januari, med 11 mm nederbörd.